# Ville d'Holdfast Bay
Pour les articles homonymes, voir Holdfast.
La Ville d'Holdfast Bay (City of Holdfast Bay) est une zone d'administration locale au sud-ouest du centre ville d'Adélaïde en Australie-Méridionale en Australie. 

## Conseillers
La ville est divisée en quatre secteurs élisant chacun trois conseillers :
- Glenelg ;
- Somerton ;
- Brighton ;
- Seacliff.

## Quartiers
- Brighton
- Glenelg
- Glenelg East
- Glenelg North
- Glenelg South
- Hove
- Kingston Park
- North Brighton
- Seacliff
- Seacliff Park
- Somerton Park
- South Brighton

## Jumelages
- Japon Hayama, Kanagawa, Japon
- États-Unis La Nouvelle-Orléans, Louisiane, États-Unis